# Homem-Aranha Especial
Homem-Aranha Especial foi uma edição especial de histórias em quadrinhos, apresentando a edição #36 da revista Amazing Spider-Man, originalmente publicadas pela editora estadunidense Marvel Comics, e publicada no Brasil pela Editora Panini. Esta edição apresenta a reação do Homem-Aranha e diversos heróis Marvel diante do ataque terrorista ao World Trade Center de 11 de setembro de 2001. A história foi escrita por J. Michael Straczynski e desenhada por John Romita Jr..
Além de Amazing Spider-Man, a edição também apresenta um preview, na forma de algumas páginas, de Captain America #01, publicada integralmente pela Panini em Marvel 2002 #09.
A edição foi publicada no "formato econômico" da Panini (15 cm x 24,5 cm).

## Publicação pela Panini Comics

### Homem-Aranha Especial (2002)

#### Séries
- Amazing Spider-Man (#01)
- Captain America (#01)

#### Edições
| Edição nacional | Histórias                                  | Data de publicação |
| --------------- | ------------------------------------------ | ------------------ |
| #01             | Amazing Spider-Man #36 Captain America #01 | set 02             |